# Anastásios Charalámbis
Anastásios Charalámbis (en grec moderne : Αναστάσιος Χαραλάμπης), né le 22 septembre 1862 à Kalávryta et mort le 11 mars 1949, est un général et homme politique grec, Premier ministre intérimaire pendant une journée le 29 septembre 1922.